# Trofeo Laigueglia 2019
La 56e édition du Trofeo Laigueglia a lieu le 17 février 2019. La course fait partie du calendrier UCI Europe Tour 2019 en catégorie 1.HC. C'est également la première épreuve de la Coupe d'Italie de cyclisme sur route 2019.

## Présentation

### Équipes
| WorldTeams (2)- AG2R La Mondiale - Groupama-FDJ Équipes continentales professionnelles (8)- Androni Giocattoli-Sidermec - Arkéa-Samsic - Bardiani CSF - Gazprom-RusVelo - Israel Cycling Academy - Neri Sottoli-Selle Italia-KTM - Nippo Vini Fantini Faizanè - Riwal Readynez Équipes continentales (9)- Amore & Vita-Prodir - Petroli Firenze-Maserati-Hopplà - Biesse Carrera Gavardo - Team Colpack - D'Amico UM Tools - Cycling Team Friuli - Giotti Victoria-Palomar - Iseo Serrature-Rime-Carnovali - Sangemini-Trevigiani-MG.Kvis Équipe nationale- Italie |
| |

## Classements

### Classement final
| \| Classement général \| Classement général \| Classement général \| Classement général \| Classement général \| \| Coureur \| Coureur \| Pays \| Équipe \| Temps \| \| ------------------ \| ------------------ \| ------------------ \| ----------------------------- \| ------------------ \| \| 1er \| Simone Velasco \| Italie \| Neri Sottoli-Selle Italia-KTM \| 5 h 10 min 21 s \| \| 2e \| Nicola Bagioli \| Italie \| Nippo-Vini Fantini-Faizanè \| + 42 s \| \| 3e \| Matteo Sobrero \| Italie \| Italie \| + 42 s \| \| 4e \| Francesco Gavazzi \| Italie \| Androni Giocattoli-Sidermec \| + 42 s \| \| 5e \| Nans Peters \| France \| AG2R La Mondiale \| + 42 s \| \| 6e \| Giulio Ciccone \| Italie \| Italie \| + 42 s \| \| 7e \| Kilian Frankiny \| Suisse \| Groupama-FDJ \| + 42 s \| \| 8e \| Ildar Arslanov \| Russie \| Gazprom-RusVelo \| + 42 s \| \| 9e \| François Bidard \| France \| AG2R La Mondiale \| + 42 s \| \| 10e \| Davide Cimolai \| Italie \| Israel Cycling Academy \| + 1 min 18 s \| \| 11e \| Giovanni Visconti \| Italie \| Neri Sottoli-Selle Italia-KTM \| + 1 min 18 s \| \| 12e \| Kristian Sbaragli \| Italie \| Israel Cycling Academy \| + 1 min 18 s \| \| 13e \| Romain Hardy \| France \| Arkéa-Samsic \| + 1 min 18 s \| \| 14e \| Ivan Rovny \| Russie \| Gazprom-RusVelo \| + 1 min 18 s \| \| 15e \| Marco Canola \| Italie \| Nippo-Vini Fantini-Faizanè \| + 1 min 18 s \| |                   |        |                               |                 |
| |                   |        |                               |                 |
| Source : ProCyclingStats |                   |        |                               |                 |
| Classement général |                   |        |                               |                 |
| Coureur | Coureur           | Pays   | Équipe                        | Temps           |
| 1er | Simone Velasco    | Italie | Neri Sottoli-Selle Italia-KTM | 5 h 10 min 21 s |
| 2e | Nicola Bagioli    | Italie | Nippo-Vini Fantini-Faizanè    | + 42 s          |
| 3e | Matteo Sobrero    | Italie | Italie                        | + 42 s          |
| 4e | Francesco Gavazzi | Italie | Androni Giocattoli-Sidermec   | + 42 s          |
| 5e | Nans Peters       | France | AG2R La Mondiale              | + 42 s          |
| 6e | Giulio Ciccone    | Italie | Italie                        | + 42 s          |
| 7e | Kilian Frankiny   | Suisse | Groupama-FDJ                  | + 42 s          |
| 8e | Ildar Arslanov    | Russie | Gazprom-RusVelo               | + 42 s          |
| 9e | François Bidard   | France | AG2R La Mondiale              | + 42 s          |
| 10e | Davide Cimolai    | Italie | Israel Cycling Academy        | + 1 min 18 s    |
| 11e | Giovanni Visconti | Italie | Neri Sottoli-Selle Italia-KTM | + 1 min 18 s    |
| 12e | Kristian Sbaragli | Italie | Israel Cycling Academy        | + 1 min 18 s    |
| 13e | Romain Hardy      | France | Arkéa-Samsic                  | + 1 min 18 s    |
| 14e | Ivan Rovny        | Russie | Gazprom-RusVelo               | + 1 min 18 s    |
| 15e | Marco Canola      | Italie | Nippo-Vini Fantini-Faizanè    | + 1 min 18 s    |

### UCI Europe Tour
La course attribue aux coureurs le même nombre de points pour l'UCI Europe Tour 2019 et le Classement mondial UCI.
| Position           | 1er | 2e  | 3e  | 4e  | 5e | 6e | 7e | 8e | 9e | 10e | 11e | 12e | 13e | 14e | 15e | 16e à 30e | 31e à 40e |
| Classement général | 200 | 150 | 125 | 100 | 85 | 70 | 60 | 50 | 40 | 35  | 30  | 25  | 20  | 15  | 10  | 5         | 3         |